# Lincoln Park (Teksas)
Lincoln Park je gradić u američkoj saveznoj državi Teksas. Prema popisu stanovništva iz 2010. u njemu je živjelo 308 stanovnika.